# Кубок Словакии по волейболу среди женщин
Кубок Словакии по волейболу среди женщин — ежегодное соревнование женских волейбольных команд Чехии. Проводится с 1993 года.

## Формула соревнований
Соревнования проходят по системе плей-офф («осень-весна»). Победители полуфинальных матчей в финале определяют обладателя Кубка. В финале розыгрыша 2024/25 ВКП победил команду УНИЗА 3:0.

## Победители
- 1993 «Славия» Братислава
- 1994 «Славия» Братислава
- 1995 «Славия» Братислава
- 1996 «Славия» Братислава
- 1997—2002 турнир не проводился
- 2003 «Славия» Братислава
- 2004 «Славия» Братислава
- 2005 «Славия» Братислава
- 2006 «Славия» Братислава
- 2007 «Сеница»
- 2008 «Допрастав» Братислава
- 2009 «Допрастав» Братислава
- 2010 «Славия» Братислава
- 2011 «Допрастав» Братислава
- 2012 «Допрастав» Братислава
- 2013 «Славия» Братислава
- 2014 «Допрастав» Братислава
- 2015 «Славия» Братислава
- 2016 «Славия» Братислава
- 2017 «Славия» Братислава
- 2018 «Страбаг»[1] Братислава
- 2019 «Славия» Братислава
- 2020 «Пезинок»
- 2021 «Славия» Братислава
- 2022 «Проект-УКФ» Нитра
- 2023 ВКП Братислава
- 2024 «Славия» Братислава
- 2025 ВКП Братислава

## Источник
- Волейбол. Энциклопедия/Сост. В. Л. Свиридов. Москва: Издательства «Человек» и «Спорт» — 2016.